# محور صلاح الدين

يقع محور فيلادلفيا على طول الحدود بين مصر وغزة

محور صلاح الدين أو محور فيلادلفيا (بالعبرية:ציר פילדלפי)، هو اسم شريط حدودي ضيق داخل أراضي قطاع غزة، يمتد المحور بطول 14 كم على طول الحدود بين قطاع غزة ومصر. ووفقاً لأحكام معاهدة السلام المصرية الإسرائيلية لعام 1979. وبعد "اتفاقية أوسلو 2" عام 1995، وافق الاحتلال الصهيوني على الإبقاء على المحور بطول الحدود كشريط آمن. كانت أحد الأغراض الرئيسية من المحور هي منع تهريب المواد غير مشروعة (بما في ذلك الأسلحة والذخائر والمخدرات الممنوعة قانوناً)، وأيضاً منع الهجرة غير المشروعة بين المنطقتين. يلجأ الفلسطينيون إلى حفر أنفاق تهريب تحت محور صلاح الدين لإدخال بعض السلع الغذائية والامدادات بطريقة غير رسمية إلى داخل قطاع غزة وذلك بمساعدة من بعض المصريين، في ظل الحصار المفروض على القطاع حيث تعتبر الأنفاق من أهم طرق دخول السلع إلى القطاع بخلاف الطريق الرسمي عبر المعابر الحدودية.

## خلفية
اشترطت إسرائيل في معاهدة السلام مع مصر الموقعة في 1979 للانسحاب من شبه جزيرة سيناء أن تكون الحدود كما كانت فترة الانتداب البريطاني على فلسطين. وأن يكون منفذ الحدود الرئيسي في مدينة رفح. واتفق أيضاً على أن تكون المنطقة القريبة من الحدود هناك (المعرفة بالمنطقة ج) منطقة منزوعة السلاح، مع حق مصر الإبقاء على أسلحة خفيفة لقوات الشرطة هناك.
يمتد المحور بطول 14 كيلو من البحر المتوسط وحتى كرم أبو سالم، والتي هي معبر ثلاثي الاتجاهات بين مصر وإسرائيل وقطاع غزة. ويقع بالكامل في المنقطة منزوعة السلاح (ج) التي نصت عليها المعاهدة.
واختار الجيش الإسرائيلي اسم محور فيلادلفيا أو فيلادلفي كما يلفظ باللغة العبرية، بشكلٍ رمزي، بينما تستخدم مصر تسمية محور صلاح الدين، نسبة لصلاح الدين الأيوبي.

## انسحاب إسرائيل من غزة
أصدر الكنيست الإسرائيلي في عام 2004 قراراً من طرفٍ واحد بالانسحاب من قطاع غزة لجميع المستوطنين والقوات الإسرائيلية الموجودة في القطاع، ودخل القرار حيز التنفيذ في أغسطس 2005. وكان القرار بالانسحاب الكامل بدافع "مصلحة إسرائيل" حيث كان الغرض الرسمي من الانسحاب «تحرير إسرائيل من مسؤوليات قطاع غزة», لذلك، من أجل القيام بعملية الانسحاب كان يتوجب على إسرائيل الانسحاب من محور صلاح الدين أيضاً. وقد أثارت عملية الانسحاب من المحور القلق من زيادة أنفاق تهريب الأسلحة الموجودة بين مصر وقطاع غزة.
وقد نشأت داخل وزارة الدفاع الإسرائيلية معارضة كبيرة للقيام بإخلاء المحور وذلك لأسباب إستراتيجية. وكان سبب القلق والمعارضة الرئيسي هو تسليح غزة وتهديد ذلك لأمن إسرائيل. وبرغم تلك المعارضة، انسحبت إسرائيل من المحور من أجل منع الاحتكاك بين الفلسطينيين والإسرائيليين الذي يمكن أن يزعزع استقرار المنطقة.
نتج عن قرار انسحاب إسرائيل من محور صلاح الدين تهديد أمني محتمل لمصر، وذلك من خلال التسليح المحتمل الذي ستحظى به غزة. وكان يخشى أن يكون من شأن انسحاب القوات الإسرائيلية خلق فراغٍ في السلطة لن تقدر السلطة الفلسطينية الضعيفة إلى حدٍ ما شغله، الأمر الذي قد يجعل الإسلاميين مهتمين بتلك المنطقة.

### اتفاق فيلادلفي
قامت إسرائيل بالاتفاق مع مصر والتوقيع على «الترتيبات المتفق عليها فيما يتعلق بنشر قوة من حرس الحدود المصري في رفح الفلسطينية»، أو اتفاق فيلادلفيا مع مصر. تسمح هذه الاتفاقية لمصر بنشر قوة من 750 فرد حرس حدودي لتسيير دوريات على جانب المحور المصري، لمنع «التهريب والتسلل والأنشطة الإجرامية الأخرى». ونص الاتفاق على أن القوات المصرية هي «قوة مخصصة لمكافحة الإرهاب والتسلل عبر الحدود» وليست كقوى عسكرية. وأشار في نص الاتفاقية أن هذه الاتفاقية لا تلغي أو تعدل اتفاقية السلام المصرية الإسرائيلية عام 1979، والإبقاء على حالة المحور وصحراء سيناء كمناطق منزوعة السلاح.
| محور صلاح الدين              | يجب على جميع الأطراف إدراك أن نشر قوات حرس الحدود وهذه الترتيبات لا يعدل ولا ينقح ولا يغير معاهدة السلام بأي حال من الأحوال. بل هي ترتيبات وتدابير أمنية إضافية لمواجهة التسلل وافق عليها الطرفان. | محور صلاح الدين |
| — معاهدة فيلاديلفي، المادة 9 | |                 |

وإنما تعزز الاتفاقية من قدرة مصر «لمكافحة التهريب على طول الحدود»، والتأكد من أن تلك القوات لن تخدم أي أغراض عسكرية. أصرت إسرائيل على إدراج ضمن نص الاتفاقية أن تلك التعديلات ليست ضمن معاهدة السلام لعام 1979، بسبب محاولات وسعي مصر إلى إعادة تسليح سيناء والحدود مع إسرائيل وقطاع غزة مرة أخرى. يحتوي الاتفاق على 83 بند، ويصف على وجه التحديد البعثة والتزامات الأطراف، بما في ذلك أنواع معينة من الآلات والأسلحة المسموح بها والبنية التحتية.

#### قوة حرس الحدود المصرية
أدى الاتفاق إلى إنشاء قوة حرس حدود مصرية تتألف من 750 فرد مقسمون بين مقر رئيسي وأربع وحدات فرعية. ونص الاتفاق على تزويد القوات المصرية بما يلي:
- 500 بندقية هجومية.
- 67 رشاش خفيف.
- 27 قاذفة خفيفة مضادة للأفراد.
- رادار أرضي.
- 31 سيارة مجهزة خصيصاً للشرطة.
- 44 سيارة دعم لوجستي.[6]

وسمح بأبراج الحراسة والتسهيلات اللوجستية أيضاً. وتم منع المركبات العسكرية والمعدات الاستخبارية. وأي عدد زائد عن كمية الأسلحة المحددة مسبقاً.

#### الجدل حول اتفاق فيلادلفيا في الكنيست الإسرائيلي
قام عدد من خبراء القانون الإسرائيليون بالبحث في مسألة قانونية عرض أو عدم عرض الاتفاق على الكنيست. عموماً، فإن الكنيست يوافق على المعاهدات الرئيسية إما قبل أو بعد مرورهم. نشأت الحاجة لبحث الاتفاق بسبب أن المنطقة ج من معاهدة السلام المصرية الإسرائيلية ستكون شبه مسلحة، مما يؤدي إلى تغير عملي في الاتفاقية وبالتالي يحتاج لموافقة الكنيست. جاء هذا على إثر دعوة رئيس لجنة الشؤون الخارجية والدفاع في الكنيست يوفال شتاينتز، وتأييداً من العضو داني ياتوم الذين قدموا معاً التماساً إلى المحكمة العليا ضد الحكومة. ومن ناحية أخرى، أكد رئيس الوزراء الإسرائيلي في ذلك الوقت أرئيل شارون أن المعاهدة لم تغير وضع المنطقة ج من منطقة «منزوعة السلاح». وفي 6 يوليو 2005، قضى النائب العام بعدم إلزام الحكومة بتمرير الاتفاقية على الكنيست.
لم يكن أريئيل شارون يفضل الانسحاب من محور فيلادلفيا، عندما نفذ خطة فك الارتباط عن قطاع غزة، وطرح إمكانية الاستمرار في الاحتلال الإسرائيلي لمنطقة المحور الحدودي بين مصر وقطاع غزة، ولكن الرأي القانوني الذي قُدم له، أكد على أن استمرار الوجود الإسرائيلي في المنطقة، يعني استمرار الاحتلال الإسرائيلي بالمعنى القانوني.

### النقل إلى السلطة الفلسطينية
استعداداً لفك ارتباط قطاع غزة بإسرائيل وانسحابها، قامت الحكومة الإسرائيلية بنقل سلطة محور صلاح الدين إلى السلطة الفلسطينية. وقد وقعت اتفاقية للعبور والحركة بعد نقل السلطة للسلطة الفلسطينية من أجل «تعزيز التنمية الاقتصادية وتحسين الوضع الإنساني على أرض الواقع». وفتحت إسرائيل معبر رفح في نوفمبر 2005 ووضعته تحت سلطة السلطة الفلسطينية ومصر ومراقبين من الاتحاد الأوروبي.

## العدوان على غزة
سيطرت حركة حماس منذ معركة غزة عام 2007 على محور صلاح الدين بعد السيطرة الكاملة على قطاع غزة. وفي يناير 2008، قام عدد من المسلحون الفلسطينيون بتدمير أجزاءً من الجدار الحدودي مع الشريط الحدودي بالقرب من مدينة رفح.
وتدفق على إثر هذا العمل الآلاف من سكان قطاع غزة إلى الأراضي المصرية للبحث عن الطعام والمؤن. وأفادت وكالة رويترز للأنباء نقلا عن دبلوماسيين غربيين غير معروف في يناير 2009، أن الجيش الإسرائيلي يفكر في استعادة السيطرة على منطقة محور فيلادلفي من أجل منع حماس من إعادة التسلح.
تحول محور فيلادلفيا، إلى نقطة استقطاب في الحكومة الإسرائيلية، خلال عدوان 2023 على قطاع غزة، ويهدد قادة إسرائيل، باعتبار المحور أحد أهداف العملية العسكرية الكبيرة على قطاع غزة. ولكنّ هذه القضية، ما تزال إشكالية، نظرًا لإمكانية خلقها إشكالية مع مصر، فيما تسعى إسرائيل، إلى الانتهاء من هذا الملف باعتباره، يساهم في إدخال الأسلحة إلى قطاع غزة.
في مايو 2024 دخلت دبابات الجيش الإسرائيلي الى محور فيلادلفيا، وحذرت الخارجية المصرية إسرائيل بأنها تقود علاقتها مع مصر الى حافة الهاوية.

## اقرأ أيضاً
- الجدار الفولاذي
- معبر رفح
- أزمة غزة عام 2008